# Aaron Sorkin

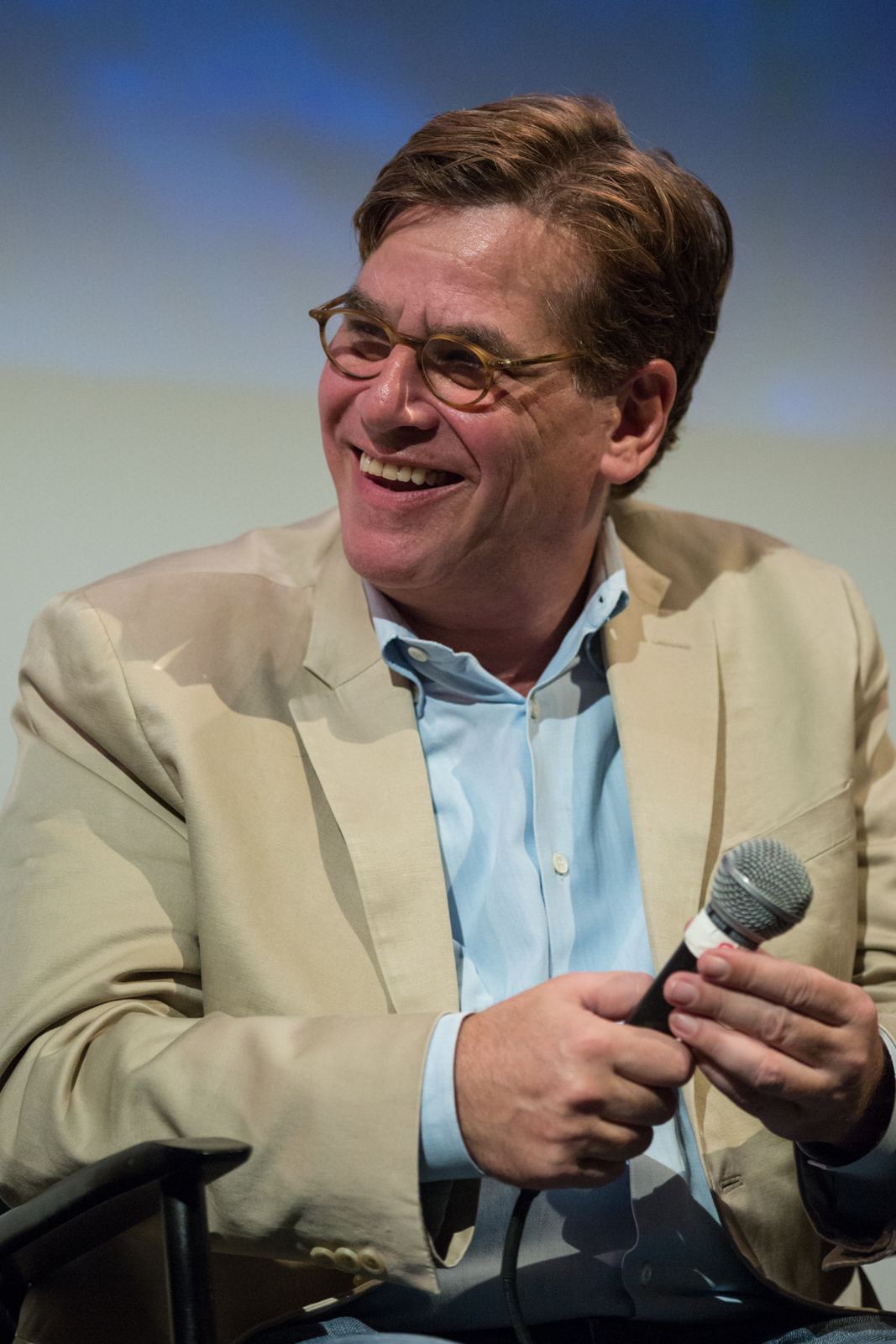
Aaron Sorkin (2016)

Aaron Benjamin Sorkin (* 9. Juni 1961 in New York City, New York) ist ein US-amerikanischer Drehbuchautor, Produzent und Regisseur. Als Schöpfer und wichtigster Autor der Fernsehserie The West Wing – Im Zentrum der Macht ist er mehrfach ausgezeichnet worden. Zahlreiche Preise brachte ihm auch sein Drehbuch zum Spielfilm The Social Network ein, das am 27. Februar 2011 mit dem Oscar der Kategorie Bestes adaptiertes Drehbuch geehrt wurde.

## Leben

### Erste Schritte am Theater
Der in Manhattan geborene Sorkin ist der Sohn einer Lehrerin und eines Copyright-Anwalts. Eigentlich wollte er Schauspieler werden und erwarb daher einen Bachelor of Fine Arts in Musiktheater, konnte aber nicht reüssieren. Stattdessen begann er, Theaterstücke zu schreiben, anfangs noch nur für seine alte Universität und Off-Off-Theater, ab 1989 dann aber am Broadway, wo er mit dem Militärgerichtsdrama A Few Good Men zu einem großen Erfolg kam.

### Kinofilme
Noch vor der Premiere waren bereits die Filmrechte an A Few Good Men vergeben und 1992 erschien mit Eine Frage der Ehre die an den Kassen wie bei der Kritik gleichermaßen erfolgreiche Verfilmung mit Tom Cruise, Jack Nicholson und Demi Moore. Mit dem Skript zu diesem Film gab Sorkin sein Debüt als Drehbuchautor. Regie führte Rob Reiner, über den Sorkin auch zum Studio Castle Rock Entertainment kam, wo er in den folgenden Jahren als Autor und Skriptdoktor beschäftigt war. Bei Castle Rock lernte Sorkin Julia Bingham kennen, die 1996 seine Ehefrau wurde. Sie gebar 2000 eine Tochter, 2003 zerbrach die Ehe jedoch.
Bereits 1993 erschien der nächste auf einem Drehbuch von Sorkin basierende Film, Malice, ein Thriller mit Alec Baldwin und Nicole Kidman, dem allerdings kein großer Erfolg beschieden war. 1995 schrieb Sorkin das Drehbuch zu der Filmkomödie Hallo, Mr. President. Danach war er noch als Skriptdoktor an Filmen wie The Rock – Fels der Entscheidung, Der Staatsfeind Nr. 1 und Bulworth beteiligt.

### Fernsehserien
1998 startete mit Sports Night Sorkins erste Serie. Er war zugleich Schöpfer, Autor und ausführender Produzent der bei ABC ausgestrahlten Serie, die zwei Staffeln lang das Treiben in einer Sportfernseh-Show schilderte. Formal eine Sitcom, scheute sich Sorkin nicht, darin auch gesellschaftspolitische Themen anzusprechen.
Bereits 1999 startete die nächste Serie aus seiner Hand; sie sollte sich als der bisher größte Erfolg Sorkins erweisen: The West Wing – Im Zentrum der Macht. Über sieben Staffeln hinweg zeigte die von NBC ausgestrahlte Serie den Regierungsalltag im Weißen Haus während der Regierungszeit des von Martin Sheen dargestellten US-Präsidenten Jed Bartlet. Trotz der ausgesprochen dialoglastigen, komplexen und erneut gesellschaftspolitisch expliziten Form war die Serie nicht nur bei der Kritik beliebt, sondern auch beim Publikum.
Sowohl wegen seines Beharrens darauf, alle Drehbücher von West Wing selbst zu schreiben und daraus resultierender Verspätungen als auch wegen wiederkehrender Drogenprobleme u. a. mit Crack geriet Sorkin allerdings in Konflikt mit dem Studio. Nach der vierten Staffel verließ er daher die Produktion.
2006 lancierte er bei NBC die Serie Studio 60 on the Sunset Strip. Erneut thematisierte Sorkin hier eine Fernsehsendung und schilderte die Ereignisse in einer Comedyshow ähnlich dem bekannten Format Saturday Night Live. Studio 60 wurde von der Kritik wie dem Publikum verhalten aufgenommen und bereits nach der ersten Staffel wieder eingestellt.

### Rückkehr zum Kino
Nach diesem Rückschlag wandte sich Sorkin nach fast einem Jahrzehnt reiner Arbeit für das Fernsehen 2007 wieder dem Kino zu. Sein an der Biographie des Kongressabgeordneten Charlie Wilson orientiertes Drehbuch zu Der Krieg des Charlie Wilson wurde mit Tom Hanks und Julia Roberts in den Hauptrollen verfilmt. Der Film war kommerziell erfolgreich, wurde von der Kritik gelobt und wurde wiederholt für Auszeichnungen nominiert, darunter eine Golden-Globe-Nominierung für Sorkin.
Mit seinem nächsten Film, The Social Network von 2010, der die Entstehungsgeschichte von Facebook und die zerbrechende Freundschaft der Gründer thematisierte, sollte Sorkin seinen bisher größten Erfolg feiern. Neben zahlreichen weiteren Auszeichnungen erhielt er für das Drehbuch einen Oscar. 2011 wurde er als Co-Autor des Drehbuchs zu Die Kunst zu gewinnen – Moneyball ebenfalls ausgezeichnet.
Danach begann Sorkin mit der Arbeit an einer neuen Serie, die von HBO produziert und ausgestrahlt wird. Die gemeinsam mit Alan Poul und Scott Rudin produzierte Serie heißt The Newsroom und handelt von der Arbeit eines Nachrichtenmoderators im Spannungsfeld zwischen Quote und Qualität. Wie bei Sports Night und Studio 60 steht auch bei diesem Projekt Sorkins das Thema Fernsehen im Mittelpunkt. Die Serie wurde für eine dritte und finale Staffel verlängert.
2015 drehte Danny Boyle die Filmbiographie Steve Jobs, deren Drehbuch Sorkin auf Basis der gleichnamigen Biographie von Walter Isaacson verfasst hatte.
2020 übernahm er für das auf Netflix veröffentlichte Gerichtsdrama The Trial of the Chicago 7 basierend auf dem wahren Fall der Chicago Seven die Regie und zeichnete erneut für das Drehbuch verantwortlich. Für sein Skript gewann er einen Golden Globe Award.

## Auszeichnungen (Auswahl)
Im Verlauf seiner Karriere wurde Sorkin bisher vier Mal mit einem Emmy ausgezeichnet. Sein Drehbuch zu David Finchers Facebook-Drama The Social Network (2010) brachte ihm weitere zahlreiche Filmpreise ein, darunter den National Board of Review Award, den Los Angeles Film Critics Association Award, den National Society of Film Critics Award, den Golden Globe Award, den Preis der Writers Guild of America, den BAFTA Award sowie den Oscar. 2011 erhielt er für Die Kunst zu gewinnen – Moneyball den New York Film Critics Circle Award (gemeinsam mit Steven Zaillian). Außerdem wurden die beiden 2012 gemeinsam mit Stan Chervin für den Oscar in der Kategorie Bestes adaptiertes Drehbuch nominiert. 2017 wurde er vom Zurich Film Festival mit dem Career Achievement Award geehrt.

## Filmografie

### Fernsehen
- 1998–2000: Sports Night (Fernsehserie; Schöpfer, Autor, ausführender Produzent)
- 1999–2006: The West Wing – Im Zentrum der Macht (The West Wing, Fernsehserie; Schöpfer, Autor, ausführender Produzent (1999–2003))
- 2006–2007: Studio 60 on the Sunset Strip (Fernsehserie; Schöpfer, Autor, ausführender Produzent)
- 2012–2014: The Newsroom (Fernsehserie; Schöpfer, Autor, ausführender Produzent)

### Kinofilme
- 1992: Eine Frage der Ehre (A Few Good Men)
- 1993: Malice – Eine Intrige (Malice)
- 1995: Hallo, Mr. President (The American President)
- 2007: Der Krieg des Charlie Wilson (Charlie Wilson’s War)
- 2010: The Social Network (The Social Network)
- 2011: Die Kunst zu gewinnen – Moneyball (Moneyball)
- 2015: Steve Jobs
- 2017: Molly’s Game – Alles auf eine Karte (Molly’s Game)
- 2020: The Trial of the Chicago 7
- 2021: Being the Ricardos

### Theaterstücke
- 1989: A Few Good Men (Dramatiker)
- 1990: Hidden in this Picture (Dramatiker)
- 2007: The Farnsworth Invention